# Rozpínání oceánského dna

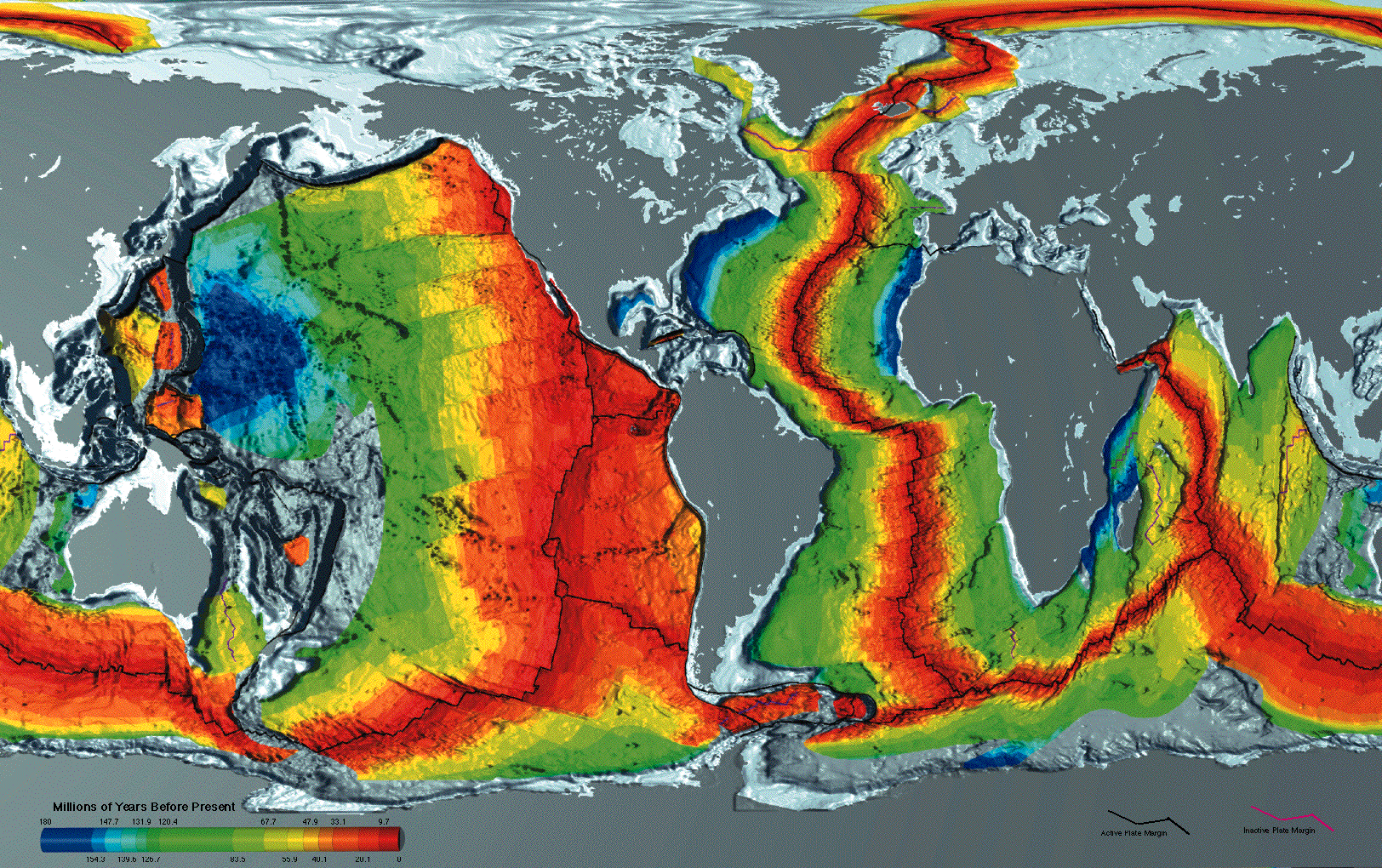
Stáří oceánské kůry.
- nejmladší kůra (cca 2 mil. let)
- nejstarší kůra (cca 200 mil. let)

Rozpínání oceánského dna (známé i pod anglickým termínem Seafloor spreading) je součástí teorie deskové tektoniky. Je to proces způsobující pohyb kontinentů. Tento mechanismus, který je mnohem přesnější než původní Wegenerova teorie pohybu kontinentů posunem po mořském dně, byl navržen Henry Hessem v 60. letech 20. století. Je způsoben konvekčním prouděním tepla ve svrchní, plastické části zemského pláště – astenosféře.

## Počátek
Rozpínání oceánského dna začíná v riftových zónách na kontinentálních deskách, například Východoafrický riftový systém. Proces začíná zahříváním pevninské kůry výstupem tepla ze zemského nitra, to způsobí snížení hustoty a částečnou plasticitu desky. Protože lehčí materiály mají tendenci vystupovat nad těžší, časem se nad místem zahřívání vytvoří vydutí. Jak vydutí vzrůstá, jednotlivé bloky se lámou a poklesávají, vytváří se systém zlomů (rift). Typický riftový systém sestává ze tří ramen svírajících úhel přibližně 120°.

## Rozšiřování
Jak proces pokračuje, dvě ramena se otevřou, zatímco třetí přestane být aktivní (nazývá se i „failed rift“ – neúspěšný rift/rameno, také „mrtvé“ rameno). Dvě otevřená ramena se od sebe začnou vzdalovat, přičemž mezeru mezi nimi vyplňuje bazaltové magma. To je místo vzniku nové oceánské kůry mezi dvěma vzdalujícími se fragmenty kontinentů. Pokud se jedno z ramen riftu otevře do oceánu, vyplní se vodou a vzniká nové moře. Příkladem je Rudé moře. Východoafrický rift je oproti tomu příkladem „mrtvého“ ramene, které se začalo otevírat mnohem později než zbývající dvě.
Pokud se rozšiřování nezastaví, postupem času se moře změní na oceán. Podobný příklad se dá najít opět v Africe. Odtržením Jižní Ameriky vznikl Atlantský oceán a delta Nigeru je považována za mrtvé riftové rameno.

## Ukončení rozpínání a subdukce
Protože nová oceánská kůra je teplejší než stará, ukládá se nad ní. Navzdory vzniku a ukládání nové kůry zůstává průměr Země konstantní. To znamená, že tak jako kůra vzniká, musí i zanikat. Děje se to v subdukčních zónách, kde je deska s oceánskou kůrou zatlačovaná pod jinou desku (pevninskou, nebo oceánskou). Rozpínání v Atlantském oceáně je aktivní ve Středoatlantickém hřbetě. Jen malá část zde tvořené oceánské kůry je subdukována. Naproti tomu, litosférické desky tvořící Tichý oceán, jsou subdukovány na mnohých místech, což způsobuje vulkanismus v Ohnivém kruhu (The Ring of Fire). Tichý oceán se rozpíná nejrychleji (13 cm/rok). Rozdíl v rozpínání ovlivňuje i chemické složení bazaltů nově vytvořené oceánské kůry.
Ve Středoatlantickém hřbetě (i jinde) je materiál z pláště vynášen na povrch systémem zlomů a vytváří novou oceánskou kůru. Tím, jak se desky pohybují od sebe, nastává nový fenomén: pohyb kontinentů. Když Alfred Wefener poprvé prezentoval teorii pohybu kontinentů, mnoho geologů ji odmítlo, protože neposkytovala vysvětlení mechanismu tohoto pohybu. Až objev oceánských hřbetů poskytl řešení tohoto problému.